# Suprema dispositione
Suprema dispositione je bula vydaná papežem Piem VI. dne 5. prosince roku 1777, která se zabývá povýšením olomouckého biskupství na arcibiskupství a vznikem sufragánních diecézí brněnské a opavské.
Olomoucká diecéze byla před vydáním buly jednou z největších ve střední Evropě. Zároveň po skončení válek o rakouské dědictví přišlo Rakousko o většinu území Slezska – to spadalo církevně pod vratislavskou diecézi se sídlem v nyní pruské Vratislavi, což pro Rakousko nebylo výhodné.
Císařovna Marie Terezie se z těchto důvodů rozhodla jednat a začala podnikat kroky k povýšení olomouckého biskupství na arcibiskupství, rozdělení současného území olomoucké diecéze na menší celky a převedení území Rakouského Slezska pod vlivem Pruska pod rakouskou církevní správu. Své kroky poté roku 1776 zpětně oznámila papežskému stolci s žádostí o uznání.
Nový papež Pius VI. její žádosti vyhověl. Ve své bule vyhlásil povýšení Olomouce na sídlo metropolitního arcibiskupství a zřízení dvou jí podřízených diecézí – brněnské na Moravě a opavské ve Slezsku na rakouské části území vratislavské diecéze. Zatímco první dvě opatření brzy vešla v život, vznik opavské diecéze se neuskutečnil z důvodu špatné spolupráce mezi Rakouskem a Pruskem, resp. Olomoucí a Vratislaví.